# Julio César Chávez junior
Julio César Chávez junior (* 16. Februar 1986 in Culiacán als Julio César Chávez Carrasco) ist ein mexikanischer Profiboxer und ehemaliger WBC-Weltmeister im Mittelgewicht. Nach seiner Abschiebung aus den USA im Juli 2025 wurde er im August 2025 in Mexiko wegen des Verdachts auf Waffenhandel und organisierte Kriminalität vorläufig festgenommen.
Sein Vater ist der ehemalige Profiboxer und mehrfache Weltmeister Julio César Chávez senior.

## Boxkarriere
Als Amateurboxer bestritt er lediglich zwei im mexikanischen Fernsehen übertragene Kämpfe gegen Jorge Páez junior, den Sohn des ehemaligen Boxweltmeisters Jorge Páez senior.
Am 26. September 2003 begann seine Profikarriere durch einen einstimmigen Punktesieg über Jonathan Hernández. Seinen ersten bedeutenden Gegner hatte er am 28. Februar 2004; er besiegte den späteren Irischen Meister Oisin Fagan durch einstimmigen Punktesieg. In seinem 24. Kampf am 16. Dezember 2005, erreichte er sein bisher einziges Unentschieden gegen seinen Landsmann und späteren IBF-Weltmeister Carlos Amado Molina. Diesen besiegte er jedoch im Rückkampf nach Punkten.
Am 19. August 2006 wurde er zum neuen Junioren-Weltmeister der WBC im Halbmittelgewicht, als er den US-Amerikaner Jermaine White durch technischen K. o. in der 4. Runde besiegte. Am 16. Dezember 2006 folgte ein einstimmiger Punktesieg gegen den späteren Mexikanischen Meister Cristian Solano sowie am 1. Dezember 2007 ein K.-o.-Sieg in Runde 6 über den ehemaligen WBC-Junioren-Weltmeister Ray Sanchez.
Am 9. Februar 2008 gewann er den Amerikanischen Kontinenttitel der WBC im Halbmittelgewicht durch technischen K. o. in der 8. Runde über José Celaya und verteidigte den Titel am 26. April durch K. o. in der 9. Runde gegen den Italienischen Meister Tobia Loriga. Am 28. März 2009 folgte der Latino-Titel der WBC durch einstimmigen Punktesieg über den ungeschlagenen (23-0) Argentinier Luciano Cuello. In der Titelverteidigung am 12. September siegte er durch technischen K. o. in Runde 1 über den Briten Jason LeHoullier.
Sein Kampf gegen den US-Amerikaner Troy Rowland am 14. November 2009 blieb ohne Wertung, da nach dem Kampf bei Chávez eine illegale Substanz zur Gewichtsgewinnung nachgewiesen wurde. Den Kampf selbst hatte er einstimmig und klar nach Punkten gewonnen. Am 26. Juni 2010 sicherte er sich den Silber-Titel der WBC im Mittelgewicht, durch einstimmigen Punktesieg gegen John Duddy und verteidigte ihn am 29. Januar 2011 durch einstimmigen Punktesieg über den ehemaligen WM-Herausforderer Billy Lyell.
Am 4. Juni 2011 bekam Chávez schließlich nach 44 Profikämpfen, in denen er ungeschlagen blieb, die Chance um den Weltmeistertitel der WBC zu boxen. Grund für die erst späte WM-Chance waren u. a. die ziemlich gefahrlose Auswahl seiner international meist unbekannten Gegner. Im WM-Kampf stand ihm der in 30 Profikämpfen ungeschlagene, amtierende WBC-Weltmeister im Mittelgewicht, der Deutsche Sebastian Zbik gegenüber. Dieser hatte den WM-Gürtel kampflos erhalten, nach dem der Titelträger Sergio Martínez nicht zur Titelverteidigung antrat. Zbik bestritt somit gegen Chávez seine erste Titelverteidigung. Julio Chávez gewann den Kampf schließlich klar nach Punkten und wurde somit neuer WBC-Weltmeister im Mittelgewicht.
Am 19. November 2011 verteidigte er den Titel erstmals gegen Peter Manfredo (37-6) und gewann durch t.K.o. in Runde 5. Im Februar 2012 verteidigte er den Titel zudem einstimmig nach Punkten gegen Marco Antonio Rubio (53-3). Im Juni 2012 konnte er zudem Andy Lee (28-1) aus Irland vorzeitig besiegen.
Am 15. September 2012 unterlag er jedoch nach Punkten dem Weltranglisten-Ersten Sergio Martínez (49-2), hatte den Argentinier jedoch in der zwölften Runde am Boden. Nach dem Kampf wurde er positiv auf Cannabis getestet und für neun Monate gesperrt. Im September 2013 gewann er einstimmig gegen Brian Vera (23-6) und siegte auch im Rückkampf sechs Monate später.
Im April 2015 verlor er vorzeitig gegen den Polen Andrzej Fonfara (26-3). Im Juli 2015 besiegte er Marcos Reyes (33-2) einstimmig nach Punkten. Im Dezember 2016 schlug er Dominik Britsch (32-2).
Im Mai 2017 boxte er gegen Saúl Álvarez (48-1) und verlor einstimmig nach Punkten. Im Dezember 2019 unterlag er zudem vorzeitig gegen Daniel Jacobs (35-3).
Weil er sich weigerte sich einem Dopingtest zu unterziehen, wurde Chávez 2020 von den Box-Organisationen Nevada Athletic Commission und Arizona Boxing and MMA Commission unbegrenzt gesperrt.
| Vorgänger      | Amt                                                                       | Nachfolger      |
| -------------- | ------------------------------------------------------------------------- | --------------- |
| Sebastian Zbik | Boxweltmeister im Mittelgewicht (WBC) 4. Juni 2011 bis 15. September 2012 | Sergio Martínez |

## Liste der Profikämpfe
| 49 Siege (32 K.o.-Siege), 2 Niederlagen (1 K.o.-Niederlage), 1 Unentschieden, 1 Keine Wertung |               |                                                     |                                                                               |                                              |
| Jahr                                                                                          | Tag           | Ort                                                 | Gegner                                                                        | Ergebnis für Chávez junior                   |
| 2003                                                                                          | 26. September | Parque Revolucion, Culiacán, Mexiko                 | Jonathan Hernandez                                                            | Punktsieg (einstimmig) / 4 Runden            |
| 2003                                                                                          | 22. November  | Centro de Espectaculos Alamar, Tijuana, Mexiko      | Eugene Johnson                                                                | Sieg / KO 1. Runde                           |
| 2003                                                                                          | 5. Dezember   | International Ballroom, Houston, USA                | Gerardo Penaflor                                                              | Punktsieg (einstimmig) / 4 Runden            |
| 2004                                                                                          | 29. Januar    | International Arena, Houston, USA                   | Jose Luis Burgos                                                              | Punktsieg (einstimmig) / 4 Runden            |
| 2004                                                                                          | 28. Februar   | MGM Grand Hotel, Las Vegas, USA                     | Oisin Fagan                                                                   | Punktsieg (einstimmig) / 4 Runden            |
| 2004                                                                                          | 27. März      | Auditorio Municipal, Tijuana, Mexiko                | Guadalupe Arce                                                                | Sieg / KO 1. Runde                           |
| 2004                                                                                          | 24. April     | Palenque de Gallos, Tuxtla Gutiérrez, Mexiko        | Arturo Ocampo                                                                 | Sieg / KO 2. Runde                           |
| 2004                                                                                          | 22. Mai       | Plaza de Toros, Mexiko-Stadt, Mexiko                | Antonio Aguilar                                                               | Sieg / KO 1. Runde                           |
| 2004                                                                                          | 26. Juni      | Parque Revolucion, Culiacán, Mexiko                 | Jose Luis Herta                                                               | Sieg / TKO 2. Runde                          |
| 2004                                                                                          | 31. Juli      | MGM Grand Hotel, Las Vegas, USA                     | Jason Smith                                                                   | Punktsieg (einstimmig) / 4 Runden            |
| 2004                                                                                          | 4. September  | Plaza de Toros, Mexiko-Stadt, Mexiko                | Miguel Angel Galindo                                                          | Sieg / TKO 4. Runde                          |
| 2004                                                                                          | 23. Oktober   | Desert Diamond Casino, Tucson, USA                  | Mike Walker                                                                   | Sieg / TKO 1. Runde                          |
| 2004                                                                                          | 26. November  | Poliforo Juan Gabriel, Ciudad Juárez, Mexiko        | Sheldon Mosley                                                                | Sieg / TKO 5. Runde                          |
| 2004                                                                                          | 18. Dezember  | Universidad Autonoma de Sinaloa, Culiacán, Mexiko   | Eliseo Urias                                                                  | Sieg / KO 2. Runde                           |
| 2005                                                                                          | 21. Januar    | Parque Revolucion, Culiacán, Mexiko                 | Jose Cruz                                                                     | Sieg / TKO 2. Runde                          |
| 2005                                                                                          | 11. Februar   | Convention Center, San Diego, USA                   | Leroy Newton                                                                  | Sieg / TKO 1. Runde                          |
| 2005                                                                                          | 19. März      | MGM Grand Hotel, Las Vegas, USA                     | Ryan Maraldo                                                                  | Sieg / TKO 3. Runde                          |
| 2005                                                                                          | 22. April     | Dodge Arena, Hidalgo (Texas), USA                   | Travis Hartman                                                                | Sieg / TKO 3. Runde                          |
| 2005                                                                                          | 28. Mai       | Staples Center, Los Angeles, USA                    | Adam Wynant                                                                   | Sieg / KO 1. Runde                           |
| 2005                                                                                          | 25. Juni      | Boardwalk Hall, Atlantic City (New Jersey), USA     | Ruben Galvan                                                                  | Sieg / TKO 4. Runde                          |
| 2005                                                                                          | 12. August    | Entertainment Center, Laredo (Texas), USA           | Jonathan Nelson                                                               | Sieg / KO 1. Runde                           |
| 2005                                                                                          | 17. September | American West Arena, Phoenix (Arizona), USA         | Corey Alarcon                                                                 | Sieg / TKO 2. Runde                          |
| 2005                                                                                          | 8. Oktober    | Thomas & Mack Center, Las Vegas, USA                | Jeremy Stiers                                                                 | Sieg / TKO 5. Runde                          |
| 2005                                                                                          | 16. Dezember  | Arena Monterrey, Monterrey, Mexiko                  | Carlos Molina                                                                 | Unentschieden (nach Punkten) / 6 Runden      |
| 2006                                                                                          | 18. Februar   | The Aladdin, Las Vegas, USA                         | Carlos Molina                                                                 | Punktsieg (Mehrheitsentscheidung) / 6 Runden |
| 2006                                                                                          | 8. April      | Thomas & Mack Center, Las Vegas, USA                | Tyler Ziolkowski                                                              | Sieg / KO 2. Runde                           |
| 2006                                                                                          | 10. Juni      | Madison Square Garden, New York City, USA           | Aaron Drake                                                                   | Sieg / TKO 2. Runde                          |
| 2006                                                                                          | 19. August    | Don Haskins Convention Center, El Paso (Texas), USA | Jermaine White WBC Youth-Weltergewicht-Weltmeisterschaft                      | Sieg / TKO 4. Runde                          |
| 2006                                                                                          | 23. September | Dodge Arena, Hidalgo (Texas), USA                   | Shad Howard                                                                   | Sieg / Aufgabe 4. Runde                      |
| 2006                                                                                          | 16. Dezember  | Plaza de Toros La Sinaloense, Culiacán, Mexiko      | Cristian Solano                                                               | Punktsieg (einstimmig) / 10 Runden           |
| 2007                                                                                          | 9. März       | Dodge Arena, Hidalgo (Texas), USA                   | Raul Munoz                                                                    | Sieg / TKO 3. Runde                          |
| 2007                                                                                          | 14. April     | Alamodome, San Antonio (Texas), USA                 | Anthony Shuler                                                                | Sieg / KO 2. Runde                           |
| 2007                                                                                          | 9. Juni       | Madison Square Garden, New York City, USA           | Grover Wiley                                                                  | Sieg / KO 3. Runde                           |
| 2007                                                                                          | 4. August     | Allstate Arena, Rosemont, USA                       | Louis Brown                                                                   | Sieg / TKO 5. Runde                          |
| 2007                                                                                          | 1. Dezember   | Tingley Coliseum, Albuquerque, USA                  | Ray Sanchez                                                                   | Sieg / KO 6. Runde                           |
| 2008                                                                                          | 9. Februar    | Domo De La Feria, Guanajuato, Mexiko                | Jose Celaya vakante WBC-Continental-Amerika-Weltergewicht-Weltmeisterschaft   | Sieg / TKO 8. Runde                          |
| 2008                                                                                          | 26. April     | Plaza de Toros Juriquilla, Querétaro, Mexiko        | Tobia Giuseppe Loriga WBC-Continental-Amerika-Weltergewicht-Titelverteidigung | Sieg / KO 9. Runde                           |
| 2008                                                                                          | 12. Juli      | Palenque de la Expo Gan, Hermosillo, Mexiko         | Matt Vanda                                                                    | Punktsieg (mehrstimmig) / 10 Runden          |
| 2008                                                                                          | 1. November   | Mandalay Bay Resort and Casino, Las Vegas, USA      | Matt Vanda                                                                    | Punktsieg (einstimmig) / 10 Runden           |
| 2009                                                                                          | 28. März      | Plaza de Toros, Tijuana, Mexiko                     | Luciano Leonel Cuello WBC-Latino-Weltergewicht-Weltmeisterschaft              | Punktsieg (einstimmig) / 10 Runden           |
| 2009                                                                                          | 12. September | El Palenque de la Feria, Tepic, Mexiko              | Jason LeHoullier WBC-Latino-Weltergewicht-Titelverteidigung                   | Sieg / TKO 1. Runde                          |
| 2009                                                                                          | 14. November  | MGM Grand Hotel, Las Vegas, USA                     | Troy Rowland                                                                  | Ungültig ("No Contest") / nach 10 Runden     |
| 2010                                                                                          | 26. Juni      | Alamodome, San Antonio (Texas), USA                 | John Duddy vakante WBC-Mittelgewicht-Silbermeisterschaft                      | Punktsieg (einstimmig) / 12 Runden           |
| 2011                                                                                          | 29. Januar    | Estadio Banorte, Culiacán, Mexiko                   | Billy Lyell WBC-Mittelgewicht-Titelverteidigung                               | Punktsieg (einstimmig) / 10 Runden           |
| 2011                                                                                          | 4. Juni       | Staples Center, Los Angeles, USA                    | Sebastian Zbik WBC-Mittelgewicht-Weltmeisterschaft                            | Punktsieg (mehrstimmig) / 12 Runden          |
| 2011                                                                                          | 19. November  | Reliant Arena, Houston, USA                         | Peter Manfredo junior WBC-Mittelgewicht-Titelverteidigung                     | Sieg / TKO 5. Runde                          |
| 2012                                                                                          | 4. Februar    | Alamodome, San Antonio (Texas), USA                 | Marco Antonio Rubio WBC-Mittelgewicht-Titelverteidigung                       | Punktsieg (einstimmig) / 12 Runden           |
| 2012                                                                                          | 16. Juni      | Sun Bowl, El Paso (Texas), USA                      | Andy Lee WBC-Mittelgewicht-Titelverteidigung                                  | Sieg / TKO 7. Runde                          |
| 2012                                                                                          | 15. September | Thomas & Mack Center, Las Vegas, USA                | Sergio Martínez WBC-Mittelgewicht-Titelverteidigung                           | Punktniederlage (einstimmig) / 12 Runden     |
| 2013                                                                                          | 28. September | StubHub Center, Carson (Kalifornien), USA           | Brian Vera                                                                    | Punktsieg (einstimmig) / 10 Runden           |
| 2014                                                                                          | 1. März       | Alamodome, San Antonio (Texas), USA                 | Brian Vera                                                                    | Punktsieg (einstimmig) / 12 Runden           |
| 2015                                                                                          | 18. April     | StubHub Center, Carson (Kalifornien), USA           | Andrzej Fonfara (Boxer) vakante WBC-Halbschwergewicht-Weltmeisterschaft       | Niederlage / Aufgabe 9. Runde                |
| 2015                                                                                          | 18. Juli      | Don Haskins Convention Center, El Paso (Texas), USA | Marcos Reyes                                                                  | Punktsieg (einstimmig) / 10 Runden           |